# Весь «Доктор Кто»
Весь «Доктор Кто» (англ. Totally Doctor Who) — документальный детский телевизионный сериал производства Би-би-си, который транслировался в период с 13 апреля 2006 года по 29 июня 2007 года и сопровождал второй и третий сезоны возрождённого телесериала «Доктор Кто».

## История
Первый сезон программы сопровождал второй сезон сериала. Ведущими были Барни Харвуд и Лиз Баркер. Передача выходила в эфир по четвергам в 17:00 на канале BBC One и повторялась по пятницам в 18:30, а затем снова по субботам на канале CBBC, непосредственно перед показом нового эпизода Доктора Кто на BBC One. Рождественский спецвыпуск 2006 года программой не сопровождался.
Второй сезон программы сопровождал третий сезон Доктора Кто и выходил в эфир по пятницам на канале BBC One. Рождественский спецвыпуск 2007 года также программой не сопровождался. В этом сезоне Кирстен О’Брайен заменила Лиз Баркер, которая оставила телевидение, чтобы ухаживать за ребёнком.